# John Buchanan (Segler)
John Buchanan (* 1. Januar 1884 in Rhu; † 25. November 1943 ebenda) war ein britischer Segler aus Schottland.

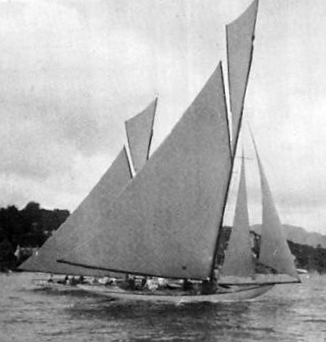
Hera und Mouchette während der olympischen Regatta 1908

## Erfolge
John Buchanan, der beim Royal Clyde Yacht Club segelte, wurde 1908 in London bei den Olympischen Spielen in der 12-Meter-Klasse Olympiasieger. Bei der auf dem Firth of Clyde in Schottland ausgetragenen Regatta traten lediglich die beiden britischen Boote Hera und Mouchette in zwei Wettfahrten gegeneinander an. Die Hera, zu deren Crew Buchanan gehörte, gewann beide Wettfahrten, sodass neben Buchanan und Skipper Thomas Glen-Coats auch die übrigen Crewmitglieder John Aspin, James Bunten, David Dunlop, Arthur Downes, John Downes, John Mackenzie, Albert Martin und Gerald Tait die Goldmedaille erhielten. 1936 gewann Buchanan in seiner 8-Meter-Yacht Falcon den Tarbert Cup.
Von Beruf war er Landwirt.